# Vipère heurtante
Bitis arietans
Espèce
Synonymes
- Vipera arietans Merrem, 1820
- Cobra lachesis Laurenti, 1768
- Cobra clotho Laurenti, 1768
- Bitis lachesis somalica Parker, 1949

Bitis arietans, la Vipère heurtante, est une espèce de serpents de la famille des Viperidae. Présent dans près des deux-tiers sud de l'Afrique ainsi que dans le sud de la péninsule Arabique, c'est un serpent venimeux principalement nocturne qui se nourrit de mammifères, d'oiseaux, d'amphibiens et de lézards. Pouvant atteindre près de deux mètres pour les spécimens les plus longs − les mâles étant plus grands que les femelles, la Vipère heurtante présente une tête presque triangulaire au museau arrondi, bien découplée du corps, avec des pupilles fendues verticalement et des écailles fortement carénées et nervurées, et son corps a un aspect relativement trapu avec une queue courte. Elle présente une coloration et des motifs variés, allant du jaune au rougeâtre avec généralement des motifs en chevrons ou en « U » sur le dos, bien qu'il existe des spécimens mouchetés ou au contraire très contrastés. Vivipares, les femelles donnent naissance à un nombre élevé de petits, de 50 à 60 en général avec un maximum enregistré de 156 petits, en faisant un record chez les serpents. Cette espèce n'est pas considérée comme en danger.

## Description

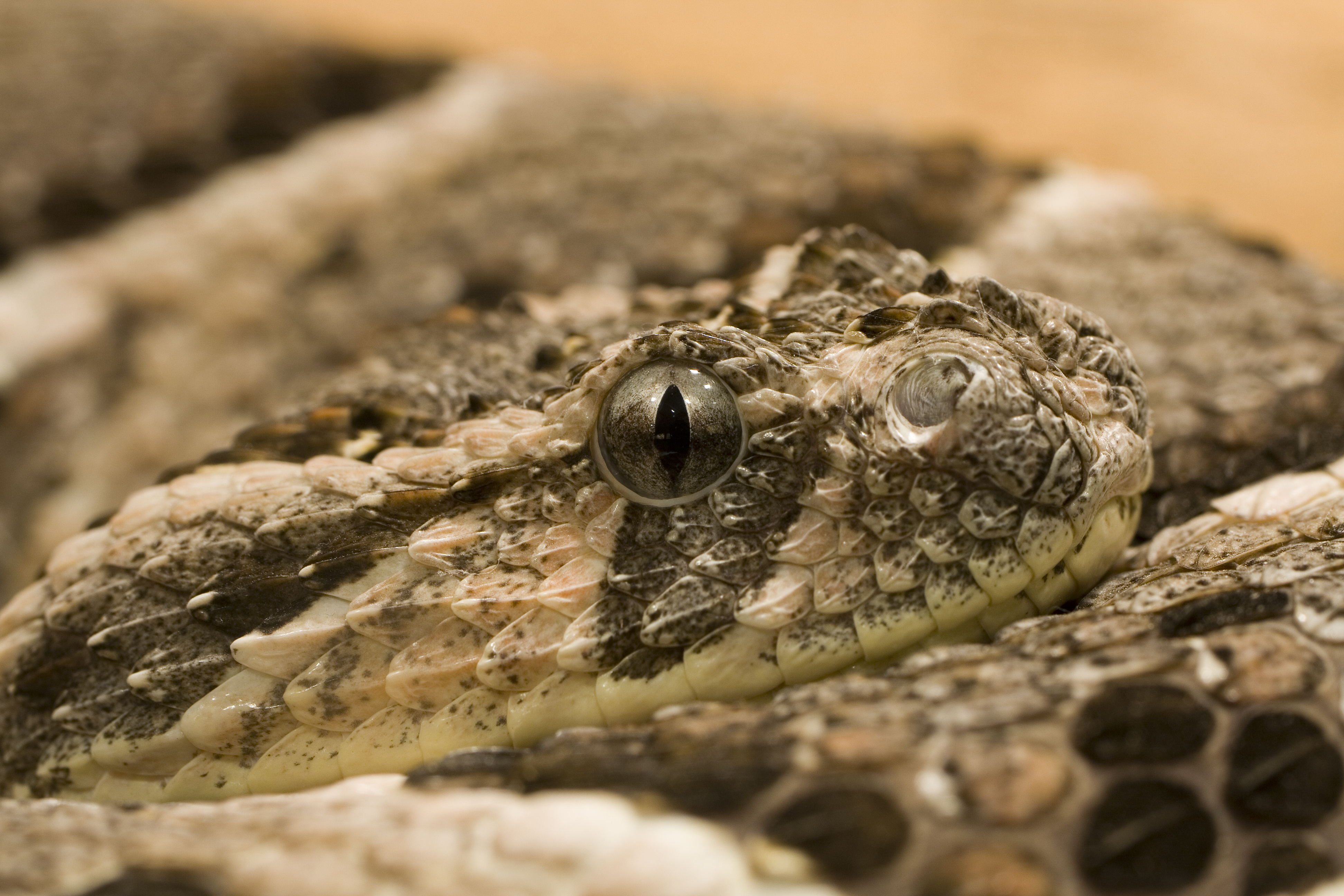
Tête en gros plan

Bitis arietans est une vipère mesurant en moyenne un mètre de longueur totale pour un maximum de 190 cm, une circonférence de 40 cm et un poids dépassant 6 kg. Les mâles sont généralement plus grands et larges que les femelles, avec une queue plus longue. La taille peut varier selon la localisation géographique, les individus d'Arabie saoudite par exemple ne dépassent que rarement les 80 cm.
L'aspect général est très trapu pour un serpent, avec un gros corps de section quasi circulaire et une queue qui se termine très rapidement. La tête est large et relativement triangulaire, le cou nettement plus étroit, avec un museau arrondi et des yeux à pupilles fendues verticalement situés relativement en avant de la tête. La gueule présente souvent deux crocs sur chaque maxillaire qui peuvent être tous fonctionnels,. Les écailles sont grandes, fortement carénées et nervurées.

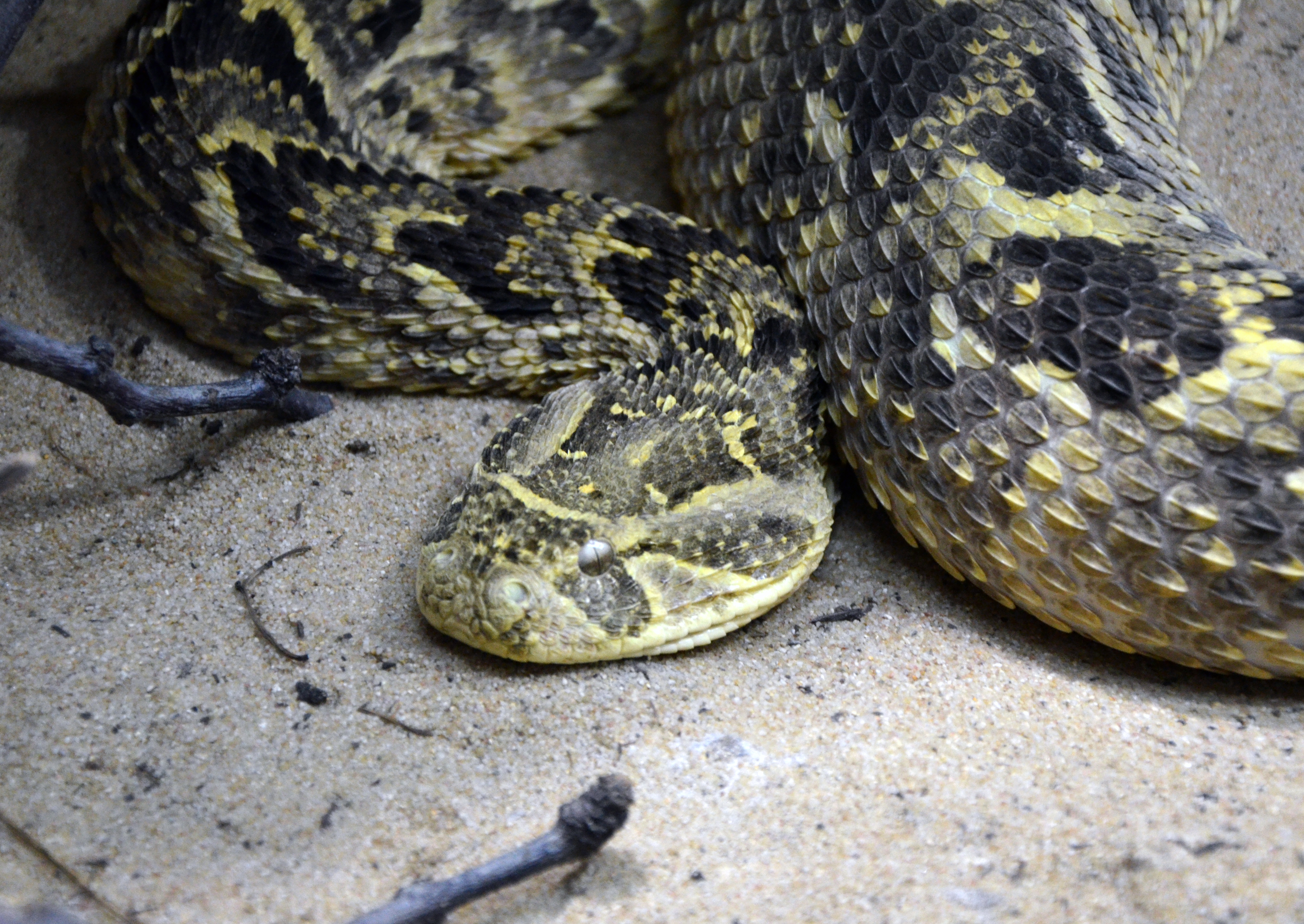
Coloration typique d'Afrique du Sud

La coloration et les motifs peuvent varier selon les régions. La tête présente deux barres obliques partant de chaque œil, l'une vers la bouche et l'autre vers le cou. Le dessous de la tête est blanc jaunâtre avec de petites taches sombres. Les iris peuvent être gris à doré.

Le corps peut avoir des couleurs variées, allant du jaune au rougeâtre en passant par brun-orangé, brun clair… Le dos présente de 18 à 22 motifs en forme de chevrons ou de « U », bruns avec des bandes noires. Certaines populations peuvent être mouchetées de brun et de noir donnant un aspect poussiéreux à l'animal. Le ventre est jaune à blanc avec quelques taches. Les juvéniles présentent des marques dorées sur la tête,.

Les spécimens vivant dans l'est et le sud de l'Afrique sont en général plus contrastés, avec souvent des motifs basés sur le jaune et le noir, mais sur l'ensemble des populations ils présentent une coloration plutôt peu contrastée voire terne.

## Répartition

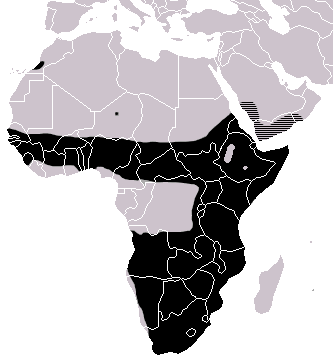
Distribution

Cette espèce fait partie des serpents les plus répandus et communs d'Afrique.
Elle se rencontre dans la presque totalité de l'Afrique subsaharienne mais aussi dans le sud de la péninsule Arabique. Elle est cependant absente des forêts équatoriales d'Afrique centrale (dans une bande allant du Gabon à l'est de la république démocratique du Congo), où elle est remplacée par la vipère du Gabon, et de la forêt guinéenne (bande côtière entre le Ghana et le Liberia), où elle est remplacée par la vipère du Gabon de l'Ouest. On la trouve également dans un isolat sur la côte nord-ouest de l'Afrique, au sud du Maroc.

Lorsque le climat du Sahara était plus humide durant l'optimum climatique de l'Holocène, l'aire de répartition de la vipère heurtante était bien plus étendue en Afrique du Nord. La présence actuelle de l'espèce au Maroc constitue un reliquat de cette aire de répartition plus vaste, de même que sa présence très localisée dans l'Aïr nigérien. Il existe aussi des signalements anciens dans le massif du Hoggar dans le sud de l'Algérie, notamment un spécimen tué et photographié en 1935, mais sa présence n'y a pas été confirmée depuis.
Elle est présente dans les pays suivants :
- en Afrique subsaharienne : en Afrique du Sud, au Lesotho, au Swaziland, au Mozambique, au Zimbabwe, au Botswana, en Namibie, en Angola, en Zambie, au Malawi, en Tanzanie, en République démocratique du Congo, au Burundi, au Rwanda, en Ouganda, au Kenya, en Somalie, en Éthiopie, en Érythrée, au Soudan du Sud, au Soudan, en Centrafrique, au Cameroun, au Nigeria, au Bénin, au Togo, au Burkina Faso, au Ghana, en Côte d'Ivoire, en Sierra Leone, en Guinée, au Sénégal, en Gambie, en Mauritanie, au Mali, au Niger et au Tchad
- en Afrique du Nord : au Maroc
- dans la péninsule Arabique : au Yémen, en Arabie saoudite et en Oman.

## Biologie et mœurs

Vue accélérée de la locomotion rectiligne de la vipère heurtante.

C'est une espèce principalement nocturne mais qui peut aussi devenir diurne selon la température. En général plutôt lente elle compte sur son camouflage pour passer inaperçue. Elle se déplace de façon rectiligne grâce à ses larges écailles ventrales mais peut aussi recourir au déplacement en « S » plus courant chez les serpents, obtenant ainsi une vitesse élevée,. Ce serpent est principalement terrestre mais est aussi un bon nageur et grimpe avec agilité dans les buissons où il se prélasse souvent au soleil.
Lorsqu'elle est dérangée, cette espèce siffle de façon bruyante et continue, s'enroule sur elle-même en laissant la tête sortie dans une posture défensive protégeant le corps tout en permettant de mordre. Elle peut frapper avec une grande vitesse aussi bien de face que sur le côté puis retourner en position défensive, prête à frapper de nouveau, et ce à une distance d'environ le tiers de la longueur de son corps. La force de l'impact est si grande que ses crochets à venin peuvent pénétrer profondément les proies (y compris à travers le cuir) qui sont souvent tuées par le traumatisme physique qui en résulte plutôt que par le venin,. Après une morsure, la Vipère heurtante reste rarement accrochée et préfère se repositionner rapidement en position d'attaque.
La Vipère heurtante fréquente la plupart des habitats de sa répartition, de préférence les prairies rocheuses, à l'exception des déserts, des forêts pluviales et des milieux alpins.
Elle se nourrit de rats, de lapins, d'oiseaux, de grenouilles et de lézards. Elle préfère attendre ses proies en embuscade plutôt que de les chasser activement.

### Reproduction

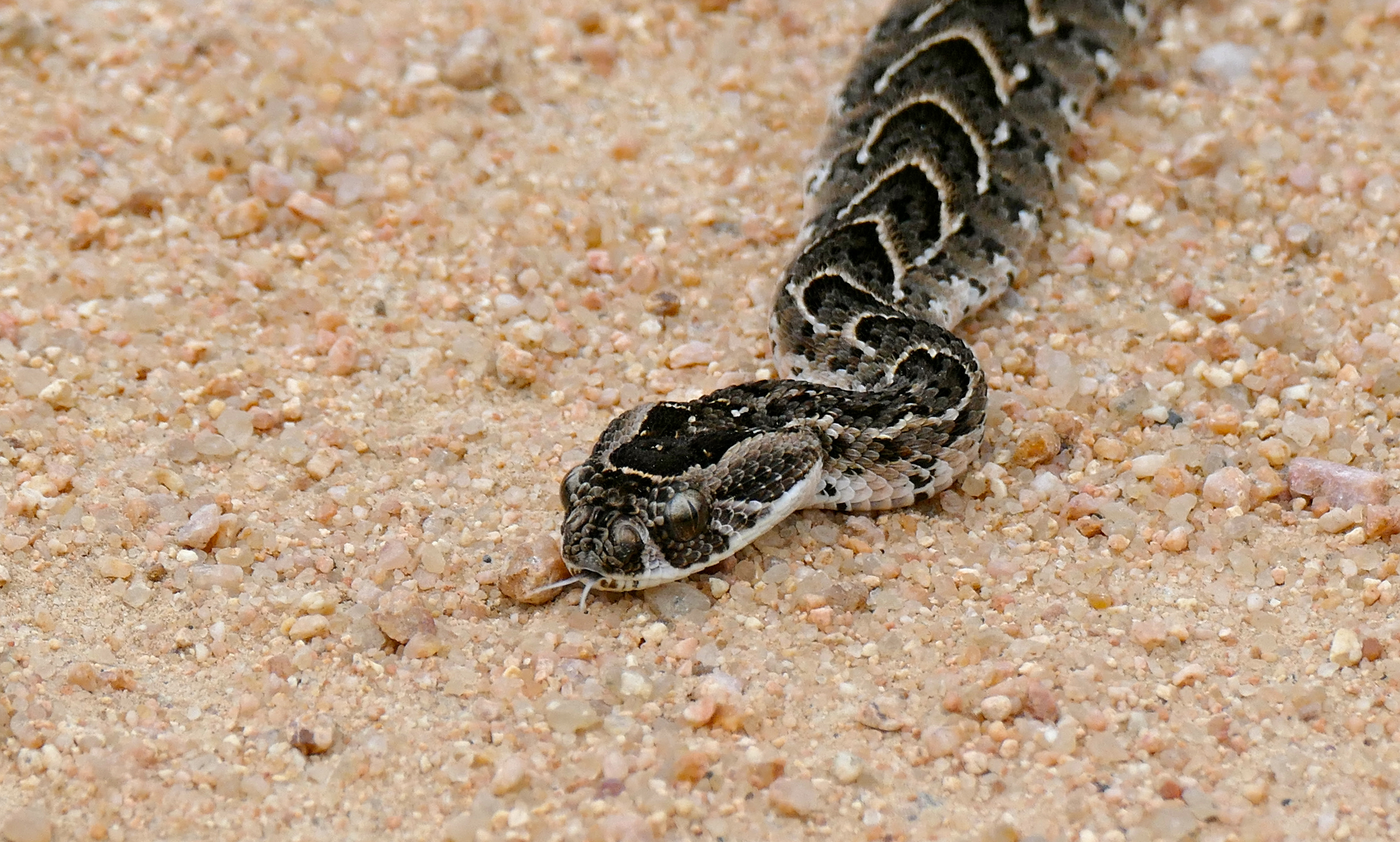
Bitis arietans juvénile

Les femelles sont vivipares et produisent des phéromones qui attirent les mâles − jusqu'à 7 peuvent suivre une même femelle − qui se livrent à des danses de combat en se frappant au niveau du cou.
Elles donnent naissance à un grand nombre de petits, de 50 à 60 en général, pouvant monter à 80. Plus la femelle est grande − généralement les spécimens d'Afrique de l'Est peuvent atteindre de grandes tailles − et plus le nombre de petits est élevé, avec un record de 156 petits pour une femelle du Kenya vivant en captivité dans un zoo tchèque, ce qui est aussi le record de naissance pour toutes les espèces de serpents,. Les petits naissent vivant (viviparité) et mesurent entre 12,5 et 17,5 cm.

## Venin
Son venin est cytotoxique. Une vipère peut injecter de 180 à 750 mg de venin dont la dose létale médiane en injection hypodermique chez la souris varie de 4,4 à 7,7 mg/kg.
Elle n'attaque que lorsqu'elle se sent menacée. De plus, elle prévient généralement de son intention de se défendre par des sifflements et des mouvements brusques de la tête.

## Liste des sous-espèces
Selon The Reptile Database (16 octobre 2015) :
- Bitis arietans arietans (Merrem, 1820) − toute la répartition de l'espèce sauf infra
- Bitis arietans somalica Parker, 1949 − Somalie, nord du Kenya[3]

## Taxinomie
Cette espèce a été décrite par le zoologiste allemand Blasius Merrem en 1820 sous le nom de Vipera arietans. Duméril & Bibron l'ont plus tard placée dans le genre Echidna en 1854, et elle a enfin été placée dans son genre actuel par Fischer en 1884.

## Menaces
Cette espèce n'est référencée ni par l'UICN ni par la CITES et n'est pas considérée comme en danger.

## Étymologie
L'épithète spécifique de cette espèce, arietans, dérive du latin arieto, « frapper, heurter », en référence à sa façon de frapper très violemment pour mordre. Son nom vernaculaire reflète le sens latin.

## Galerie

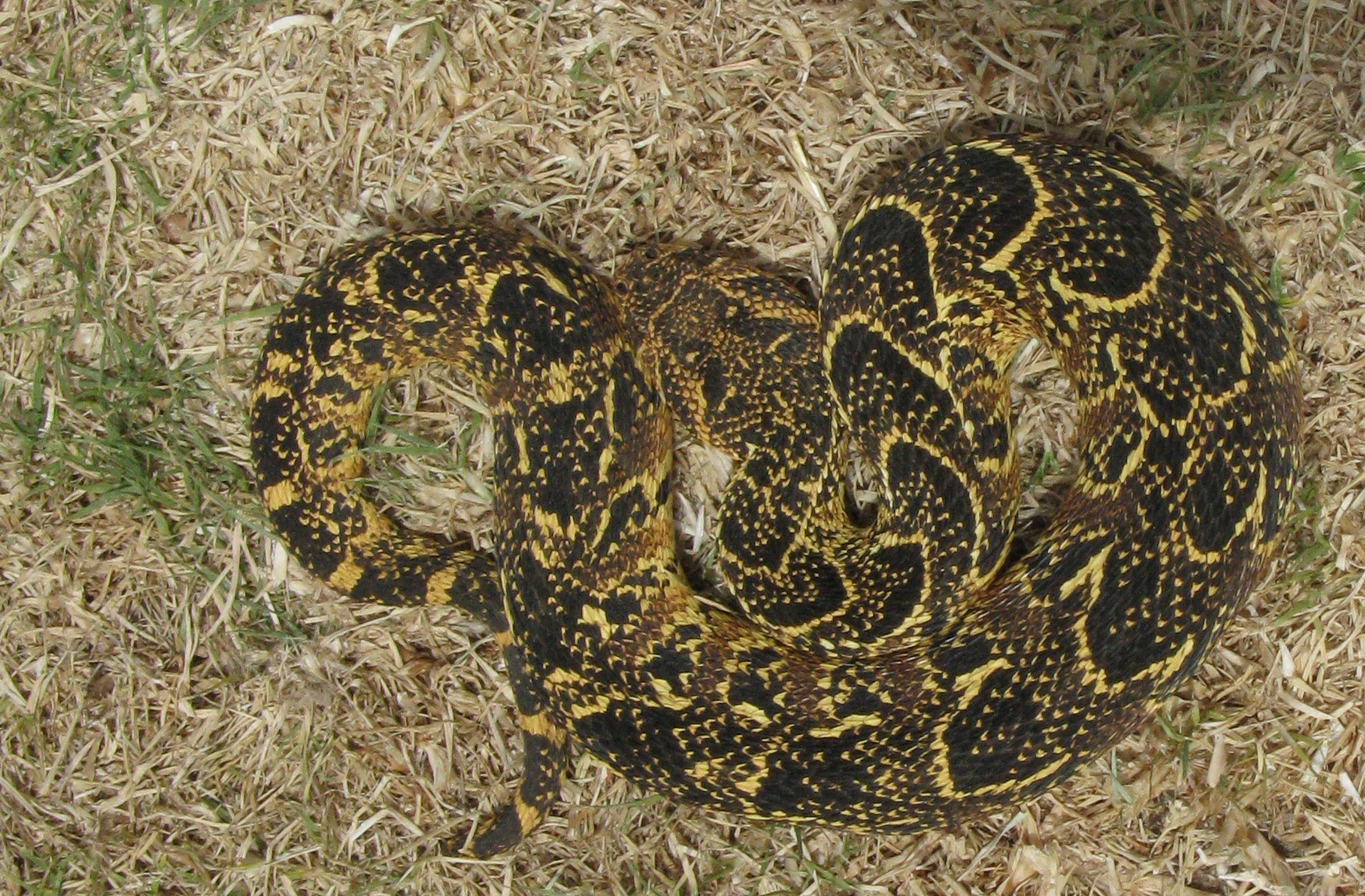
Coloration contrastée typique du sud de l'Afrique
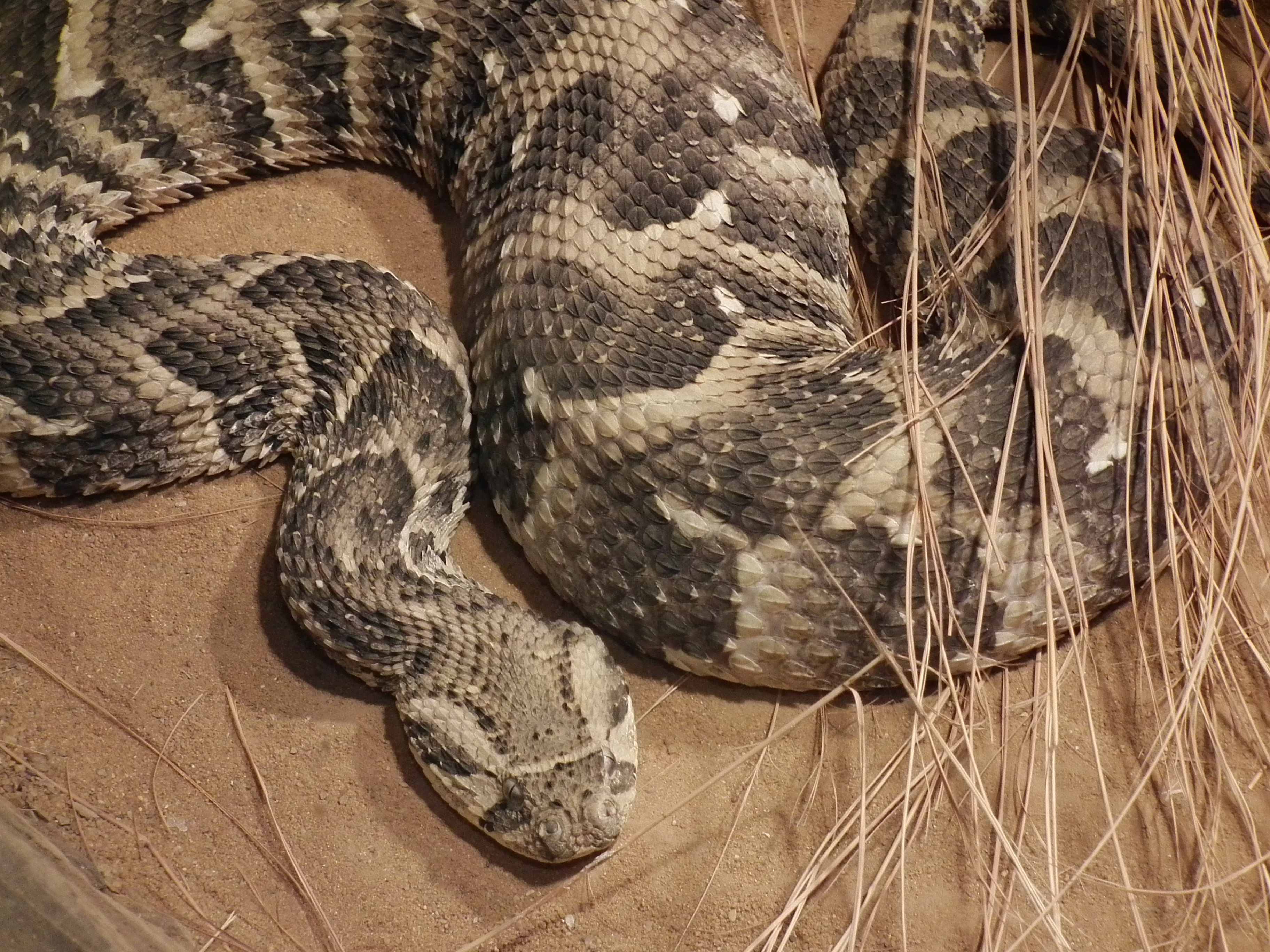
Autre spécimen du vivarium de Darmstadt
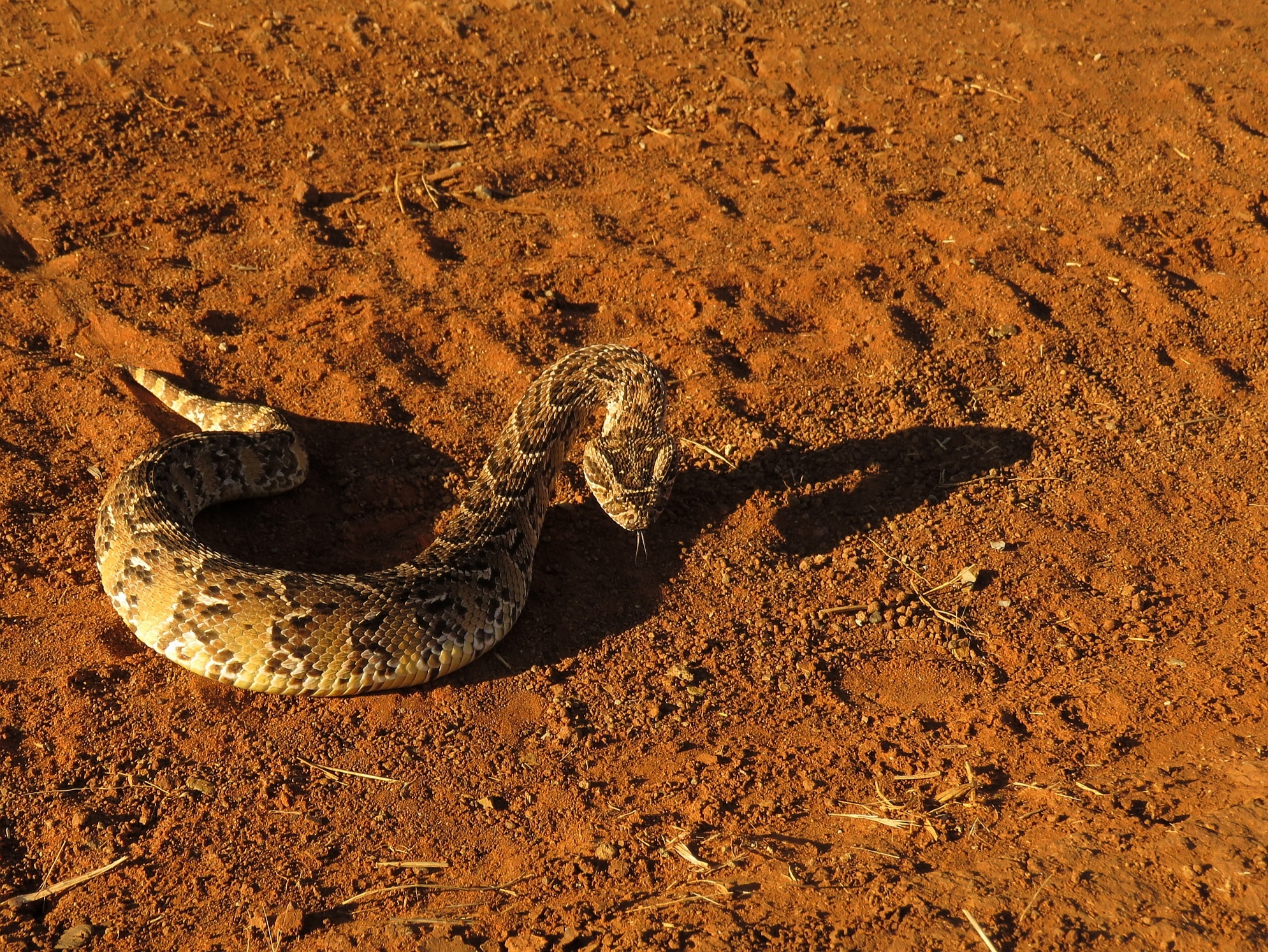
Spécimen en position de défense
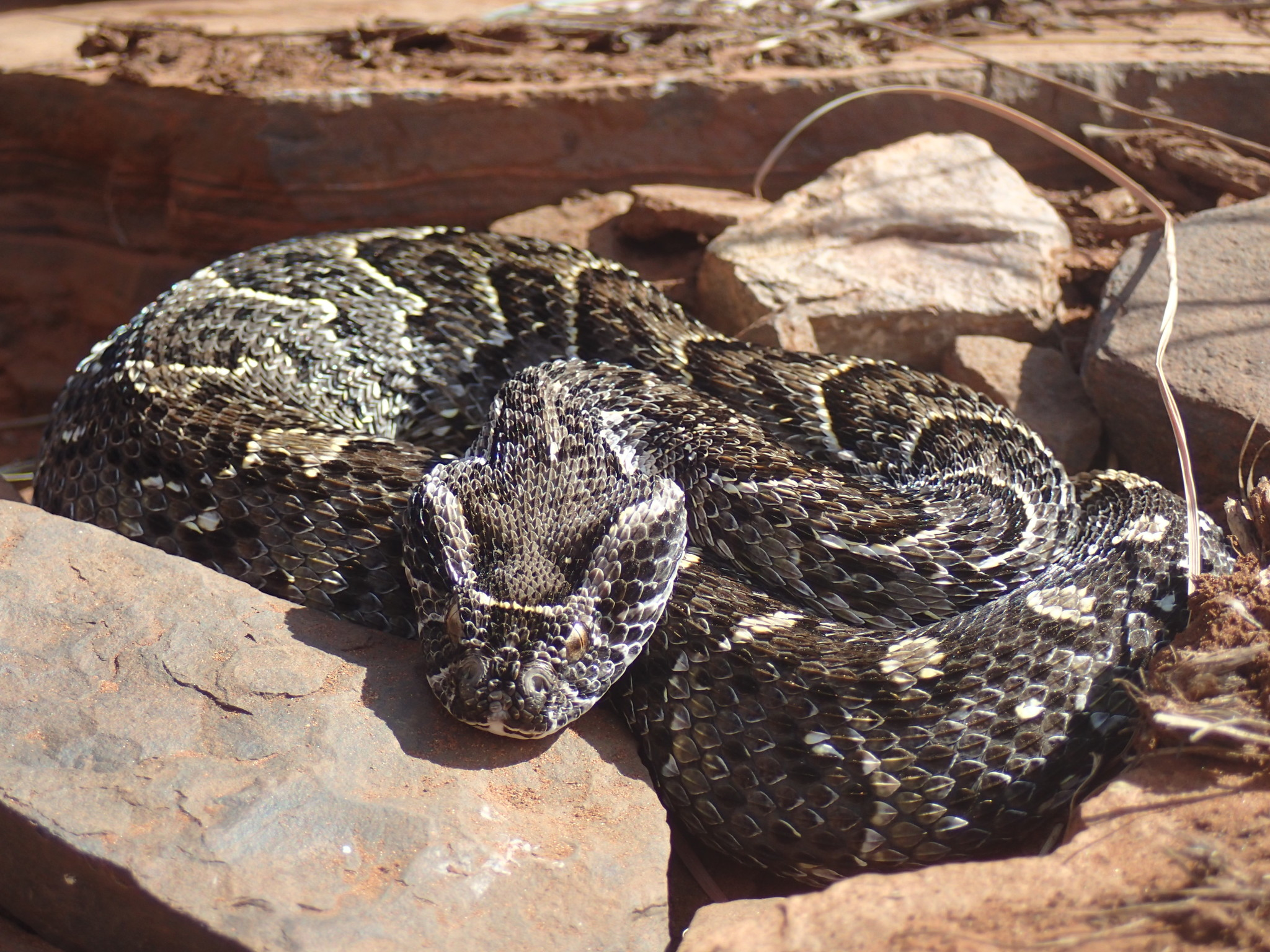
Coloration à dominante grise
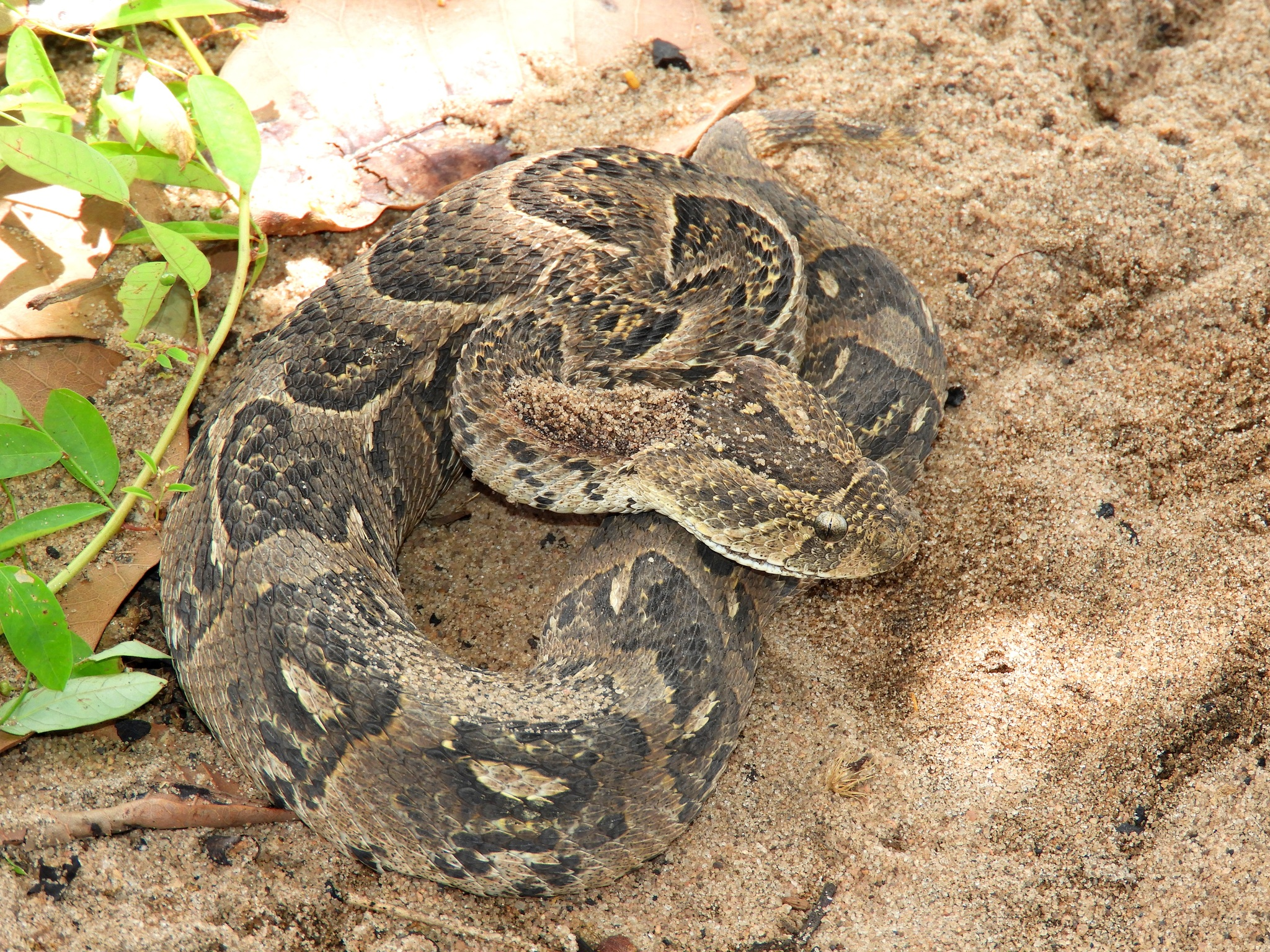
Spécimen assez jeune

### Publications originales
- Merrem, 1820 : Versuch eines Systems der Amphibien I (Tentamen Systematis Amphibiorum). J. C. Krieger, Marburg, p. 1-191 (texte intégral).
- Parker, 1949 : The snakes of Somaliland and the Sokotra islands. Zoologische Verhandelingen, vol. 6, p. 1-115 (texte intégral).